# Jacques Golliet
Jacques Golliet né le 14 décembre 1931 à Annecy, ville où il est mort le 31 octobre 2020,, est un homme politique français. Il a été sénateur de la Haute-Savoie du 28 septembre 1986 au 1er octobre 1995.

## Biographie
Professeur puis maître de conférences, Jacques Golliet commence sa carrière politique au niveau local en devenant maire de Thônes en 1974, succédant à Joseph-François Angelloz, puis conseiller général du canton de Thônes en 1982. Il est élu sénateur de la Haute-Savoie en 1986 et le restera jusqu'en 1995. Au Palais du Luxembourg, il a été membre de la commission des affaires étrangères, de la défense et des forces armées.
Avec Claude Huriet, Jacques Golliet est l'un des sénateurs à l'origine de la création en 1994 du Groupe d'information internationale sur le Tibet.

## Détail des fonctions et des mandats
- 1974 - 1983 : Maire de Thônes
- 1982 - 1992 : Conseiller général du canton de Thônes
- 28 septembre 1986 - 1er octobre 1995 : Sénateur de la Haute-Savoie